# Guido Jung
Pour les articles homonymes, voir Jung.
Guido Jung (Palerme, 2 février 1876 - Palerme, 27 décembre 1949) est un homme d'affaires et homme politique italien.
Ministre des finances dans les gouvernements Mussolini et Badoglio I, il est fondateur de l'Institut de reconstruction industrielle (IRI) à ce premier poste.

## Biographie
D'origine juive, il est né dans une famille aisée : son père, Mario, était propriétaire d'une florissante entreprise spécialisée dans la production et l'exportation de fruits secs et d'agrumes ; son oncle Giuseppe Jung était professeur de mathématiques à l'école polytechnique de Milan,. 
Jeune homme, il commence à gérer l'entreprise et en 1906, après avoir été censeur de la Cassa Centrale di Risparmio di Palermo, il est nommé "Cavaliere della Corona Italiana" par le roi Vittorio Emanuele III : en 1913, il devient nominalement président de la société Fratelli Jung.

### Volontaire de guerre
En 1914, il entre en politique avec les nationalistes. Après le début de la Première Guerre mondiale, Jung, qui avait des idées nationalistes, est parti au front comme officier volontaire. Il a gagné trois médailles d'argent pour bravoure et a été promu capitaine (capitano). En septembre 1918, il est envoyé au comité interallié à Paris. Après la guerre, il participe à de nombreuses manifestations.
À la fin de la guerre, il participe à plusieurs conférences de paix, dont la Commission financière auprès de la délégation italienne à la conférence de paix de Versailles, qui ne le satisfait pas car, selon lui, l'Italie a reçu moins que ce qu'elle méritait (Vittoria mutilata, en français : victoire mutilée) : cette pensée est soutenue par le fascisme, dont Jung est un partisan de la première heure.

### Rejoindre le fascisme
En fait, dès 1922, il adhère au parti national fasciste (PNF) et devient un collaborateur du ministre des Finances de Benito Mussolini, Alberto De Stefani. En février 1924, il est nommé commissaire du gouvernement pour la liquidation des biens réquisitionnés.
En avril 1924, il est élu député du Listone Mussolini en Sicile et, au cours de ces années, il soutient les activités du préfet Cesare Mori. Il a occupé de nombreux postes économiques, dont celui de président de l'INE (Istituto Nazionale per l'Esportazione - Institut national des exportations), qu'il a dirigé de 1927 à 1932. En cette qualité, il fait l'objet d'accusations de conflit d'intérêts par des commerçants de Palerme qui écrivent à Galeazzo Ciano qu'il profite de sa position pour aider ses entreprises. En 1928, il présente sa démission au Duce, qui la rejette.
Il est reconduit à la Chambre avec le PNF en 1929. En décembre 1931, il est nommé par Mussolini président de la Società Finanziaria Industriale Italiana S.p.A. (abrégé Sofindit).

### Ministre des finances et de l'IRI
En juillet 1932, il entre dans le gouvernement Mussolini en tant que ministre des Finances. À ce titre, il réduit les dépenses militaires de 32 % à 25 % et augmente les fonds alloués à la construction de grands travaux publics. En janvier 1933, il est, avec Alberto Beneduce, l'un des promoteurs de la création de l'Institut de reconstruction industrielle (en italien: Istituto per la Ricostruzione Industriale ou IRI), dont il est un partisan convaincu. En mai 1933, il se rend aux États-Unis pour rencontrer le président Franklin Roosevelt afin de discuter du Securities Act (qui donnera plus tard naissance au registre de la Securities and Exchange Commission (SEC)).
En 1934, il est encore confirmé comme membre de la Chambre des représentants.
À la fin de 1934, Jung se heurte à Beneduce et à la politique de l'État entrepreneur de Mussolini, estimant que l'État ne peut pas remplacer complètement le marché ; en janvier 1935, Jung est démis de son poste de ministre par le Duce, qui lui préfère Paolo Thaon di Revel.
En octobre de la même année, malgré son âge, il se porte volontaire pour la guerre d'Éthiopie en tant que lieutenant-colonel (tenente colonnello) dans le 12e régiment d'artillerie mobile, où il reçoit à nouveau une médaille d'argent de la valeur militaire.

### Les lois raciales
À partir de 1938, avec l'approbation des lois raciales, bien qu'il se soit désolidarisé de la communauté israélite depuis des années, il est démis de ses fonctions.
Il reste député jusqu'en mars 1939. En juin, sa société à Palerme fait faillite et, cette année-là, il est mis en congé de l'armée.

### Ministre du gouvernement Badoglio
Après le 8 septembre 1943, il abandonne définitivement le fascisme et se met à la disposition du gouvernement allié en Sicile (AMGOT), qui le transfère à Brindisi, où le général Badoglio s'est installé avec son gouvernement. Il collabore ainsi avec le gouvernement Badoglio I, dont il est sous-secrétaire aux finances à partir de novembre et ministre des finances et ministre intérimaire du commerce et de la monnaie du 11 février 1944 au 22 avril 1944.
Non confirmé dans le second gouvernement Badoglio en avril 1944, Jung est autorisé à retourner au front et est attaché au groupe de combat "Folgore". À la fin de la guerre, il se retire à Palerme et accepte en 1947 d'être nommé au conseil général de l'Institut national du commerce extérieur nouvellement créé.
Il meurt d'une crise cardiaque en tapant à la machine le 27 décembre 1949.

## Décorations
- Médaille d'argent de la valeur militaire - Casarsa, 31 août 1917
- Médaille d'argent de la valeur militaire - Dansà-Adi, 12-15 février 1936